# Richardia coldenioides
Richardia coldenioides är en måreväxtart som beskrevs av Henry Hurd Rusby. Richardia coldenioides ingår i släktet Richardia och familjen måreväxter. Inga underarter finns listade i Catalogue of Life.